# Carlos Azpiroz Costa
Carlos Alfonso Azpiroz Costa, dominicain, docteur en droit canon, est né le 30 octobre 1956 à Buenos Aires (Argentine). Le 14 juillet 2001, au chapitre général de Providence (États-Unis), il a été élu maître de l'ordre des Prêcheurs (ordre dominicain) pour neuf ans. Son mandat s'est achevé le 5 septembre 2010.

## Biographie
Huitième d'une famille de quatorze enfants, son père (décédé en 1988) est ingénieur agricole et sa mère (décédée en 1976) mère au foyer. Un de ses frères est jésuite. Il fait ses études de droit à l'Université Pontificale Santa María de los Buenos Aires, à Buenos Aires, en Argentine.
Il entre dans l'ordre dominicain en 1980 ; il y complète sa formation en philosophie et théologie. Il reçoit l'ordination sacerdotale en 1987, puis est envoyé à Rome, à partir de 1989, pour y étudier le droit canon.
Après son doctorat, il devint prieur du couvent Saint-Martin-de-Porrès à Mar del Plata en Argentine et professeur à l'université catholique de la même ville. Devenu secrétaire provincial en 1995, il est prieur du couvent Saint-Dominique de Buenos Aires.
En 1997, Timothy Radcliffe, alors maître de l'ordre, l'appelle à Rome pour devenir procurateur général. En plus de sa chaire à l'Angelicum, il est recteur de la basilique Sainte-Sabine à Rome, entre 1997 et 2000.
86e maître des dominicains, il réside au couvent Sainte-Sabine à Rome. Bruno Cadoré lui succède le 5 septembre 2010 au cours du chapitre général réuni à Rome.
Le 3 novembre 2015, le pape François le nomme archevêque coadjuteur de l'archidiocèse de Bahía Blanca pour succéder à Guillermo José Garlatti. Il reçoit la consécration épiscopale le 22 décembre suivant des mains de son archevêque, assisté de Armando José María Rossi (de) et Luis Teodorico Stöckler (de). Il succède à Guillermo José Garlatti le 12 juillet 2017.